# Narodi svijeta T
Narodi svijeta T
Tà Ôi. Ostali nazivi: Ta Oi
- Lokacija: Vijetnam
- Jezik/porijeklo:
- Populacija:
- Kultura:
- Vanjske poveznice:

Tabasarani. Ostali nazivi: Табасараны (ruski)
- Lokacija:
- Jezik/porijeklo: lezginski narodi
- Populacija (2007):
- Vanjske poveznice:

Tadžici. Ostali nazivi: Таджики (ruski)
- Lokacija: poglavito Tadžikistan (4,436,000) i Afganistan (7,108,000), nadalje: Uzbekistan (1,294,000), Rusija (118,000), Iran (76,000), Kirgizija (46,000), Kazahstan (26,000). U drugi krajevima znatnije manje.
- Jezik/porijeklo: tadžićki Iranski narodi
- Populacija (2007): 13,117,000	u 15 država
- Vanjske poveznice:

Taji. Ostali nazivi: Thái, Thai
- Lokacija:  Tajland, Kian, Vijetnam
- Jezik/porijeklo:
- Populacija:
- Kultura:
- Vanjske poveznice:

Tajski narodi, porodica naroda iz Tajlanda i Kine: A'ou, Cai, Cao Lan, Duoluo, E, En, Fuma, Hagei, Han Tai, Hongjin Tai, Huayao Tai, Isan (Sjeveroistočni Thai), Južni Dong, Južni Thai, Khorat Thai, Lanna, Lao, Lao Ga, Lao Krang, Lao Lom, Lao Loum, Lao Ngaew, Lao Phuan, Lao Song, Lao Ti, Lao Wieng, Lati, Lu, Maonan, Mo, Mulao, Mulao Jia, Nyaw (Tai Nyo), Nyong, Paxi, Phu Thai, Phuan, Pubiao, Rien, Saek, Shan, Shui (Šuej), Sjeverni Dong, Sjeverni Thai, Tai Bueng, Tai Daeng (Crveni Tai), Tai Dam (Crni Tai), Tai Don (Bijeli Tai), Tai Gapong, Tai Hang Tong, Tai He, Tai Kaleun (Kaleun), Tai Khang, Tai Khun (Khün), Tai Laan, Tai Long, Tai Lu, Tai Man Thanh, Tai Mao, Tai Nüa, Tai Peung, Tai Pong, Tai Sam, Tai Wang, Tai Yuan, Tay Jo, Tay Khang, Tayten, Thai (Središnji Thai), Thai Chanhari, Ya, Yoy.
Talijani. Ostali nazivi:
- Lokacija: poglavito Italija (22,228,000, etničkih Talijana koji govore talijanski). Nadalje u ukupno 63 zemlje: SAD (6,072,000), Argentina (1,851,000), Francuska (1,157,000), Njemačka (818,000), Kanada (805,000), Brazil (537,000), Australija (368,000), Venezuela (356,000), Ujedinjeno Kraljevstvo (211,000).
- Jezik/porijeklo: talijanski. Romanski narodi
- Populacija (2007): 35,356,000	(bez Sicilijanaca kojih ima 4,867,000, Kalabrijaca 7,358,000, Sardinaca i drugih skupina koji govore posebnim jezicima)
- Vanjske poveznice:

Tališi. Ostali nazivi: Talush (singular) ili Talyshon (plural).
- Lokacija: Azerbajdžan, Iran
- Jezik/porijeklo: iranski
- Populacija (2007):
- Vanjske poveznice:

Tatari. Ostali nazivi: Татары (ruski)
- Lokacija: od Sibira do istočne Europe.
- Jezik/porijeklo: turski jezici, altajska porodica. Tri glavne etnoteritorijalne grupe: 1) Povolški Tatari (uključuju: Kasimovski Tatari, Kazanski Tatari, Mišari (Mişär Tatari), Tiptär Tatari, Noqrat Tatari, Permski Tatari, Keräşen Tatari. 2) Sibirski Tatari: Baraba Tatari, Čulimski Tatari, Abakanski Tatari, Tobolski Tatari, Tara Tatari, Tjumenski Tatari. 3) Astrahanski Tatari: Yurtovsk Tatari, Kundrovsk Tatari. Tatari Krima u Europe: Krimski Tatari, Litvanski Tatari (Lipka Tatari). Kavkaski Tatari: Nogajci, Qundra Tatari.
- Populacija (2007): vidi pod etničkim imenima
- Vanjske poveznice:

Tati. Ostali nazivi:
- Lokacija: Azerbajdžan
- Jezik/porijeklo: iranski
- Populacija (2007):
- Vanjske poveznice:

Tavgi →Nganasani
Tày. Ostali nazivi: Tay
- Lokacija: Vijetnam
- Jezik/porijeklo:
- Populacija:
- Kultura:
- Vanjske poveznice:

Tehuelche. Ostali nazivi: Chon
- Lokacija: Argentina
- Jezik/porijeklo: tehuelche .
- Populacija (2007):
- Vanjske poveznice:

Teleuti. Ostali nazivi: Телеуты (ruski)
- Lokacija:
- Jezik/porijeklo:
- Populacija (2007):
- Vanjske poveznice:

Terjuhane. Ostali nazivi: Терюхане (ruski)
- Lokacija: područje današnje regije Nižnji Novgoroda (Нижний Новгород), Rusija
- Jezik/porijeklo: mordvinsko, rusificirani
- Populacija: pretopili su se u Ruse.
- Vanjske poveznice: Терюхане[neaktivna poveznica]

Termigojevci. Termigojci
- Lokacija:
- Jezik/porijeklo: pripdaju Čerkezima
- Populacija:
- Kultura:
- Vanjske poveznice:

Thổ. Ostali nazivi: Tho
- Lokacija: Vijetnam
- Jezik/porijeklo:
- Populacija:
- Kultura:
- Vanjske poveznice:

Tindali. Ostali nazivi: Tindi, Tindal (Тиндалы; Rusi).
- Lokacija:
- Jezik/porijeklo: avarsko-andodidojski narodi
- Populacija (2007):
- Vanjske poveznice:

Tofalari. Ostali nazivi: Tubalari, Karagasi, Тофалары (ruski)
- Lokacija:
- Jezik/porijeklo:
- Populacija (2007):
- Vanjske poveznice:

Toski, ostali nazivi ili varijante:
- Lokacija: Albanija, južno od rijeke Shkumbi (1,726,000), nadalje Grčka (222,000), Turska (66,000), Austrija (59,000), Njemačka (33,000), Egipat (23,000), SAD (21,000; Boston, New York, Philadelphia, Detroit, Chicago), Ukrajina (4,500), Švedska (4,100), Rusija (300), Ujedinjeno Kraljevstvo (200).
- Jezik/porijeklo: ogranak Albanaca, govore toskijskim dijalektom, u Grčkoj nazivan arvanitika. Toskijski je poslužio za standardni albanski jezik.
- Populacija (2007): 2,158,000 u 11 država. Uz njih Ethnologue navodi i 3,000 u Belgiji (2003) i 29 u Kanadi.
- Vanjske poveznice: Tosk of Albania  Arhivirana inačica izvorne stranice od 14. kolovoza 2007. (Wayback Machine)

 Trebješani, crnogorsko pleme iz Hercegovine
Tu →Du
Tubalari →Tofalari
Tunguzi →Evenki
Tupí. Ostali nazivi: Tupi
- Lokacija: Južna Amerika
- Jezik/porijeklo: tupijski.
- Populacija (2007):
- Vanjske poveznice:

Turci. Ostali nazivi:
- Lokacija: poglavito Turska (52,162,000). Ukupno u 44 zemlje (2007): Njemačka (2,208,000), Bugarska (636,000), Makedonija (225,000), Francuska (221,000), Nizozemska (204,000), Grčka (156,000), Uzbekistan (147,000), Rumunjska (142,000), SAD (102,000),
- Jezik/porijeklo: turski jezik
- Populacija (2007):  57,049,000	strogo etničkih Turaka
- Vanjske poveznice:

Turkmeni. Ostali nazivi: Turkomani, Türpen (vlastiti naziv). Туркмены (ruski).
- Lokacija: Turkmenistan
- Jezik/porijeklo: turkmenski
- Populacija (2007):
- Vanjske poveznice:

Tuvinci. Ostali nazivi: Tuva (Тыва), vlastito ime, u pl. glasi Tyvalar (Тывалар). Sojoti (Сойоты), Sojoni (Сойоны), Urjanhajci (Урянхайцы; Uryankhay).
- Lokacija: Tanu Tuva
- Jezik/porijeklo:
- Populacija (2007):
- Vanjske poveznice:

Tangale   	Bauchi, Nigerija
Tarok   	Plateau, Taraba, Nigerija
Teme   	Adamawa, Nigerija
Tera (Terawa)   	Bauchi, Bomo, Nigerija
Teshena (Teshenawa)   	Kano, Nigerija
Tigon   	Adamawa, Nigerija
Tikar   	Taraba, Nigerija
Tiv   	Benue, Plateau, Taraba, Nigerija
Tula   	Bauchi, Nigerija
Tur   	Adamawa, Nigerija
Tunuvivi (NT), Tulua (QLD), Totj (QLD), Tjuroro (WA), Tjongkandji (QLD), Tjingili (NT), Tjial (NT), Tjeraridjal (WA), Tjapwurong (VIC), Tjapukai (QLD), Tjalkadjara (WA), Tirari (SA), Thereila (QLD), Thaua (NSW), Tharawal (NSW), Tepiti (QLD), Tenma (WA), Tedei (WA), Taungurong (VIC), Tatungalung (VIC), Tatitati (VIC), Taribelang (QLD), Targari (WA), Tanganekald (SA), Talandji (WA), Taior (QLD), Tagoman (NT), Tagalag (QLD).